# Литанг
Литанг (тиб. ལི་ཐང, Вайли: li´ thang, кит. упр. 理塘, пиньинь Lǐtáng, палл. Литан) находится в Гардзе-Тибетском автономном округе в провинции Сычуань в Китае. Правление уезда размещается в посёлке Литанг.

## Население
Согласно переписи населения 2001 года, в уезде проживает 45 500 человек.

## История
Здесь родились несколько знаменитых буддийских учителей, в частности Далай-лама VII и Далай-лама X, четыре Пабалы, прототип легендарного царя Гэсэра .
В 1906 году был образован уезд Лихуа (裹化县), а 1912 году была учреждена Лихуаская управа (裹化府). После Синьхайской революции в Китае была проведена реформа структуры административного деления, и в 1913 году управа была преобразована в уезд Лихуа (理化县).
В 1939 году была создана провинция Сикан и уезд вошёл в её состав.
В апреле 1950 года в составе провинции Сикан был образован Специальный район Кандин (康定专区), и уезд вошёл в его состав; в декабре 1950 года Специальный район Кандин был переименован в Тибетский автономный район провинции Сикан (西康省藏族自治区). В 1951 году уезд Лихуа был переименован в Литанг в честь знаменитого монастыря.
В 1950-е годы Литанг был одной из основных очагов вооружённого сопротивления тибетцев против китайской оккупации. Здесь действовала группа «Чуши Гандрук» (четыре реки, шесть хребтов).
В 1955 году провинция Сикан была расформирована, и район был передан в состав провинции Сычуань; так как в провинции Сычуань уже имелся Тибетский автономный район, то бывший Тибетский автономный район провинции Сикан сменил название на Гардзе-Тибетский автономный округ.

## Административное деление
Уезд состоит из 2 посёлков и 22 волостей.

## Буддийские монастыри
На территории уезда расположено немало известных буддийских монастырей.
- Монастырь Литанг Чоде (также Ганден Тубчен Чёкхорлинг) в посёлке Литанг школы гэлуг, один из старейших монастырей Тибета.

## Транспорт
- Автомагистраль Годао 318